# 650-es évek
Évszázadok: 6. század – 7. század – 8. század
Évtizedek: 600-as évek – 610-es évek – 620-as évek – 630-as évek – 640-es évek – 650-es évek – 660-as évek – 670-es évek – 680-as évek – 690-es évek – 700-as évek
Évek: 650 651 652 653 654 655 656 657 658 659